# Petra Martićová
Petra Martićová (* 19. ledna 1991 Split) je chorvatská profesionální tenistka. Ve své dosavadní kariéře na okruhu WTA Tour vyhrála dva turnaje ve dvouhře. Jednu singlovou i deblovou trofej si odvezla ze série WTA 125K. V rámci okruhu ITF získala čtyři tituly ve dvouhře a pět ve čtyřhře.
Na žebříčku WTA byla ve dvouhře nejvýše klasifikována v lednu 2020 na 14. místě a ve čtyřhře pak v únoru 2022 na 49. místě. Trénuje ji Michael Geserer. Dříve tuto roli plnila bývalá italská tenistka Francesca Schiavoneová.
V chorvatském týmu billie Jean King Cupu debutovala v roce 2008 zápasem 2. světové skupiny proti Japonsku, v němž s Anou Vrjlićovou prohrály závěrečnou čtyřhru. Japonky zvítězily 4:1 na zápasy. Do září 2023 v soutěži nastoupila k osmnácti mezistátním utkáním s bilancí 9–7 ve dvouhře a 4–4 ve čtyřhře.

## Tenisová kariéra
V singlu okruhu WTA Tour debutovala na březnovém Miami Masters 2007, na který obdržela divokou kartu. Na úvod dvouhry podlehla ruské tenistce Alině Židkovové až v tiebreaku rozhodující sady.
Debut v hlavní soutěži nejvyšší grandslamové kategorie přišel v ženském singlu French Open 2009 po zvládnuté tříkolové kvalifikaci, kde v závěrečném utkání porazila Rusku Jevgeniji Rodinovou. V úvodním kole singlové soutěže porazila Italku Maru Santangelovou. Následně však nenašla recept na Kanaďanku Aleksandru Wozniakovou.
Premiérové singlové finále na okruhu WTA Tour odehrála na březnovém Malaysian Open 2012 v Kuala Lumpuru. V roli páté nasazené ve třetí sadě finálového duelu skrečovala tchajwanské kvalifikantce Sie Šu-wej. Podruhé se do závěrečné bitvy o titul probojovala přes turnajovou dvojku Mihaelu Buzărnescuovou na antukovém BRD Bucharest Open 2018. V něm ji však přehrála nejvýše nasazená Lotyška Anastasija Sevastovová po dvousetovém průběhu.
Deblovou trofej si odvezla v rámci série WTA 125K ze čtyřhry Croatian Bol Ladies Open 2016, do níž nastoupila se Švýcarkou Xenií Knollovou. Ve finále přehrály rumunsko-turecký pár Ioana Raluca Olaruová a İpek Soyluová.
První titul na okruhu WTA Tour vybojovala na antukovém Istanbul Cupu 2019. Ve finále zdolala 19letou Češku Markétu Vondroušovou po třísetovém průběhu. Ačkoli na ni soupeřka uhrála první set v kariéře i počtvrté ji ve vzájemných utkáních porazila. Do čtvrtfinále grandslamu poprvé postoupila na French Open 2019 po výhrách nad Tunisankou Ons Džabúrovou, Francouzkou Kristinou Mladenovicovou, světovou dvojkou Karolínou Plíškovou a Estonkou Kaiou Kanepiovou. Mezi poslední osmičkou hráček ji poprvé v kariéře porazila Markéta Vondroušová. V závěru úvodní sady přitom nevyužila tři setboly v řadě. Soupeřka tím zahájila sérii zisku 24 z 27 následně odehraných míčů.

## Finále na okruhu WTA Tour
| Legenda                                      |
| -------------------------------------------- |
| D – dvouhra; Č – čtyřhra                     |
| Grand Slam (0)                               |
| Turnaj mistryň (0)                           |
| Premier Mandatory & Premier 5 / WTA 1000 (0) |
| Premier / WTA 500 (0–1 D; 0–1 Č)             |
| International / WTA 250 (2–3 D, 0–3 Č)       |

### Dvouhra: 6 (2–4)
| Stav       | č. | datum             | turnaj                 | povrch    | soupeřka ve finále     | výsledek           |
| ---------- | -- | ----------------- | ---------------------- | --------- | ---------------------- | ------------------ |
| Finalistka | 1. | 4. března 2012    | Kuala Lumpur, Malajsie | tvrdý     | Sie Šu-wej             | 6–2, 5–7, 1–4skreč |
| Finalistka | 2. | 22. července 2018 | Bukurešť, Rumunsko     | antuka    | Anastasija Sevastovová | 6–7(4–7), 2–6      |
| Vítězka    | 1. | 28. dubna 2019    | Istanbul, Turecko      | antuka    | Markéta Vondroušová    | 1–6, 6–4, 6–1      |
| Finalistka | 3. | 15. září 2019     | Čeng-čou, Čína         | tvrdý     | Karolína Plíšková      | 3–6, 2–6           |
| Vítězka    | 2. | 17. července 2022 | Lausanne, Švýcarsko    | antuka    | Olga Danilovićová      | 6–4, 6–2           |
| Finalistka | 2. | 12. února 2023    | Linec, Rakousko        | tvrdý (h) | Anastasija Potapovová  | 1–6, 3–6           |

### Čtyřhra: 4 (0–4)
| Stav       | č. | datum           | turnaj                | povrch    | spoluhráčka            | soupeřky ve finále                                   | výsledek              |
| ---------- | -- | --------------- | --------------------- | --------- | ---------------------- | ---------------------------------------------------- | --------------------- |
| Finalistka | 1. | 12. února 2012  | Paříž, Francie        | tvrdý (h) | Anna-Lena Grönefeldová | Liezel Huberová Lisa Raymondová                      | 6–7(3–7), 1–6         |
| Finalistka | 2. | 17. června 2012 | Bad Gastein, Rakousko | antuka    | Anna-Lena Grönefeldová | Jill Craybasová Julia Görgesová                      | 7–6(7–4), 4–6, [9–11] |
| Finalistka | 3. | 28. dubna 2013  | Marrákeš, Maroko      | antuka    | Kristina Mladenovicová | Tímea Babosová Mandy Minellaová                      | 3–6, 1–6              |
| Finalistka | 4. | 6. března 2016  | Monterrey, Mexiko     | tvrdý     | Maria Sanchezová       | Anabel Medina Garriguesová Arantxa Parra Santonjaová | 6–4, 5–7, [7–10]      |

## Finále série WTA 125
| Legenda                  |
| ------------------------ |
| D – dvouhra; Č – čtyřhra |
| WTA 125 (1–0 D; 1–0 Č)   |

### Dvouhra: 1 (1–0)
| Stav    | č. | datum        | turnaj                 | povrch | soupeřka ve finále | výsledek |
| ------- | -- | ------------ | ---------------------- | ------ | ------------------ | -------- |
| Vítězka | 1. | 9. září 2018 | Chicago, Spojené státy | tvrdý  | Mona Barthelová    | 6–4, 6–1 |

### Čtyřhra: 1 (1–0)
| Stav    | č. | datum           | turnaj          | povrch | spoluhráčka    | soupeřky ve finále                  | výsledek |
| ------- | -- | --------------- | --------------- | ------ | -------------- | ----------------------------------- | -------- |
| Vítězka | 1. | 30. května 2016 | Bol, Chorvatsko | antuka | Xenia Knollová | Ioana Raluca Olaruová İpek Soyluová | 6–3, 6–2 |

## Finále na okruhu ITF
| Dotace turnajů okruhu ITF | Dotace turnajů okruhu ITF |
| ------------------------- | ------------------------- |
| 100 000 $ tournaments     | 80 000 $ tournaments      |
| 75 000 $ tournaments      | 60 000 $ tournaments      |
| 50 000 $ tournaments      | 25 000 $ tournaments      |
| 15 000 $ tournaments      | 10 000 $ tournaments      |

### Dvouhra: 7 (4–3)
| Stav       | č. | datum             | turnaj                         | povrch | soupeřka ve finále         | výsledek           |
| ---------- | -- | ----------------- | ------------------------------ | ------ | -------------------------- | ------------------ |
| Finalistka | 1. | 14. října 2007    | Jersey, Spojené království     | tvrdý  | Sabine Lisická             | 3–6, 4–6           |
| Vítězka    | 2. | 13. července 2008 | Záhřeb, Chorvatsko             | antuka | Yvonne Meusburgerová       | 6–2, 2–6, 6–2      |
| Vítězka    | 3. | 13. září 2009     | Biella, Itálie                 | antuka | Sharon Fichmanová          | 7–5, 6–4           |
| Vítězka    | 4. | 3. června 2013    | Nottingham, Spojené království | tráva  | Karolína Plíšková          | 6–3, 6–3           |
| Finalistka | 5. | 9. listopadu 2014 | Captiva Island, Spojené státy  | tvrdý  | Edina Gallovitsová-Hallová | 2–6 2–6            |
| Vítězka    | 6. | 9. dubna 2017     | Pula Itálie                    | antuka | Kathinka von Deichmannová  | 6–4, 7–5           |
| Finalistka | 7. | 6. května 2017    | Wiesbaden, Německo             | antuka | Kathinka von Deichmannová  | 4–6, 6–4, 6–7(7–9) |

### Čtyřhra: 7 (5–2)
| Stav       | č. | datum             | turnaj                  | povrch | spoluhráčka            | soupeřky ve finále                        | výsledek              |
| ---------- | -- | ----------------- | ----------------------- | ------ | ---------------------- | ----------------------------------------- | --------------------- |
| Vítězka    | 1. | 10. května 2009   | Záhřeb, Chorvatsko      | antuka | Ajla Tomljanovićová    | Xenija Milevská Anastasija Pivovarovová   | 6–3, 6–7(4–7), [10–5] |
| Finalistka | 2. | 18. září 2009     | Sofie, Bulharsko        | antuka | Polona Hercogová       | Timea Bacsinszká Tathiana Garbinová       | 2–6, 6–7(4–7)         |
| Finalistka | 3. | 3. října 2010     | Athény, Řecko           | tvrdý  | Eleni Daniilidou       | Vitalija Ďjačenková İpek Şenoğluová       | bez boje              |
| Vítězka    | 4. | 17. prosince 2010 | Dubaj, SAE              | tvrdý  | Julia Görgesová        | Sania Mirzaová Vladimíra Uhlířová         | 6–4, 7–6(9–7)         |
| Vítězka    | 5. | 8. května 2011    | Cagnes-sur-Mer, Francie | antuka | Anna-Lena Grönefeldová | Darija Juraková Renata Voráčová           | 1–6, 6–2, 6–4         |
| Vítězka    | 6. | 19. října 2014    | Tampico, Mexiko         | tvrdý  | Maria Sanchezová       | Valeria Savinychová Kateryna Bondarenková | 3–6 6–3 [10–2]        |
| Vítězka    | 7. | 8. února 2015     | Burnie, Austrálie       | tvrdý  | Irina Falconiová       | Chan Sin-jün Džunri Namigatová            | 6–2, 6–4              |

## Postavení na konečném žebříčku WTA

### Dvouhra
| Rok    | 2007 | 2008   | 2009  | 2010   | 2011  | 2012  | 2013   | 2014   | 2015   | 2016   | 2017  | 2018  | 2019  | 2020  | 2021  | 2022  |
| Pořadí | 32.  | ▼ 214. | ▲ 84. | ▼ 144. | ▲ 49. | ▼ 59. | ▼ 116. | ▼ 179. | ▲ 144. | ▼ 264. | ▲ 89. | ▲ 64. | ▲ 15. | ▼ 18. | ▼ 54. | ▲ 39. |

### Čtyřhra
| Rok    | 2009 | 2010  | 2011  | 2012  | 2013  | 2014  | 2015   | 2016   | 2017   | 2018   | 2019   | 2020   | 2021  | 2022   |
| Pořadí | 139. | ▲ 86. | ▼ 97. | ▲ 58. | ▼ 83. | ▼ 97. | ▼ 101. | ▼ 179. | ▼ 600. | ▲ 263. | ▲ 154. | ▼ 303. | ▲ 78. | ▼ 177. |